# イム・ヒョク
イム・ヒョク（임혁、任革、1949年5月31日 - ）は大韓民国の俳優。本名イム・ジョンヒョク（임정혁）。中央大学校演劇映画学科中退。特技はテコンドー、合気道。宗教は仏教。1976年、KBS公開採用第3期タレントとなる。現在は主に歴史ドラマで活躍。「大祚榮 テジョヨン」ではテ・ジョヨンの父親を演じ、2007年KBS演技大賞助演男優賞を受賞した。

## 出演作品

### テレビドラマ
- 開国（1983年、KBS）
- 王道（1991年、KBS）
- 三国記ー三国時代の英雄たち－（1992年、KBS）
- 韓明澮 〜朝鮮王朝を導いた天才策士〜（1994年、KBS）
- 宮廷女官キム尚宮（1995年、KBS）
- 龍の涙（1996年-1998年、KBS）
- 王と妃（1998年-2000年、KBS）
- 牧民心書 〜実学者チョン・ヤギョンの生涯〜（2000年、KBS）
- 女人天下（2001年-2002年、SBS）
- 明成皇后（2001年-2002年、KBS）
- 王の女（2003年、SBS）
- 武人時代（2003年-2004年、KBS）
- 王の女（2003年-2004年、SBS）
- 辛旽 高麗中興の功臣（2005年-2006年、MBC）
- 大祚榮 テジョヨン（2006年-2007年、KBS）
- 必殺! 最強チル（2008年、KBS）
- 千秋太后（2009年、KBS）
- ジャイアント（2010年、SBS）
- キム・マンドク 美しき伝説の商人（2010年-2011年、KBS）
- 芙蓉閣の女たち〜新妓生伝（2011年、SBS）
- 大王の夢（2012年-2013年、KBS）
- オーロラ姫（2013年、MBC）
- 軍師リュ・ソンリョン（2015年、KBS）
- チャン・ヨンシル 〜朝鮮伝説の科学者〜（2016年、KBS）
- オー・マイ・クムビ（2016年-2017年、KBS）